# Gjertsen Promontory
Gjertsen Promontory är en udde i Antarktis. Den ligger i den centrala delen av kontinenten. Inget land gör anspråk på området.
Terrängen inåt land är varierad. Trakten är obefolkad. Det finns inga samhällen i närheten. 